# Cratere Dendera
Dendera è un cratere sulla superficie di Ganimede.